# 8102-es mellékút (Magyarország)
A 8102-es számú mellékút egy mellékút Budapest és Pest vármegye területén. A főváros budai oldalának legdélebbi fekvésű részeit köti össze a főváros nyugati agglomerációjának három legnagyobb településével – Törökbálinttal, Budaörssel és Budakeszivel, illetve Buda belső és attól északabbra fekvő városrészeivel; rövid szakaszon érinti Diósdot is.

## Nyomvonala
Eredetileg a kezdőpontja a 6-os főút Nagytétényi úti szakasza volt, nem messze a Nagytétényi Kastélymúzeum épületegyüttesétől, ám mióta Nagytétény térségében a főutat 1990-ben közvetlenül a Duna partján haladó nyomvonalra helyezték át, azóta a 8102-es út nem kapcsolódik a 6-os főúthoz. Korábbi kezdő szakasza Angeli út néven halad Nagytétény városrészen keresztül, észak-északnyugati irányban, közben keresztezi a Budapest–Pécs-vasútvonal nyomvonalát, Nagytétény-Diósd vasútállomás mellett. Ezután megközelíti az M0-s autóút nyomvonala, és egy darabig párhuzamosan haladnak; ahol az M6-os autópálya kiágazik az M0-sból, ott csomópontjuk is van, amelyen azonban az M6-osra nem, csak az M0-sra lehet áthajtani, illetve onnan le. Hamarosan elérik Budapest határát és Diósd területére lépnek át.
Itt a 8102-es út egy rövid szakaszon a Tétényi utca nevet viseli, majd keresztezi a 7-es főutat; a 2019 őszén érvényes kilométer-számozás szerint itt van a jelenlegi nullpontja. A folytatásban Diósd határáig a Szabadság út nevet viseli, majd mintegy másfél kilométer megtétele után átlép Törökbálint területére és elhalad az itt nyugatra kanyarodó M0-s alatt. Az Égett-völgyben a Diósdi út nevet veszi fel, majd több névváltás mellett áthalad Törökbálint központján; közben, 3,9 kilométer után kiágazik belőle északkelet felé a 81 101-es út Budaörs irányába. 5,9 kilométer után beletorkollik Érd felől a 8103-as út, utána hosszabb szakaszon a Bajcsy-Zsilinszky utca nevet viseli, a Budapest–Hegyeshalom–Rajka-vasútvonal hídjáig, közben elhalad az M7-es autópálya felüljárója alatt is, illetve 6,9 kilométer után kiágazik belőle északnak, Törökbálint megállóhely felé a 81 302-es út. A vasúti hídtól egy kurta szakaszon Tó utca a neve, majd a nyolcadik kilométere előtt eléri az M1-es autópálya nyomvonalát – ami itt majdnem egybeesik Törökbálint és Budaörs határvonalával – és elhalad alatta.
Budaörs lakott területeit nem közelíti meg, csak ottani iparterületek között halad el, miután lámpás kereszteződéssel keresztezte az 1-es főutat – mindkét út a 8+800-as kilométerszelvénye közelében jár a kereszteződésnél –, és keresztezi egy, a használatból már régóta kivont vasúti iparvágány maradványait is. Nem sokkal később – 9,8 kilométerrel a diósdi kezdőpontja után – elhalad a budaörsi második világháborús német katonai temető mellett is, majd 10,9 kilométert követően átlép Budakeszi területére. 12,3 kilométer után elhalad a Farkashegyi repülőtér mellett, majd 13,5 kilométer után, a település belterületére érve a Budaörsi út nevet veszi fel. A városba beérve három, egymás utáni iránytörése is van, a másodiknál az egyenes irányt követő út itteni áruházakat szolgál ki. Budakeszi központjának déli részén, 14,5 kilométer után kiágazik belőle nyugat felé – Páty és Zsámbék irányába – az 1102-es út, ugyanott eléri a 22A busz Dózsa György téri végállomását.
Végighalad, északkeleti irányban Budakeszi központján, Fő út néven – közben, 15,4 kilométer után kiágazik belőle az 1103-as út is Telki, Budajenő és Perbál irányába –, majd eléri Budapest határát. Az országos közutak nyilvántartását szolgáló kira.gov.hu adatbázisa idáig tünteti fel a kilométer-számozását, eszerint ezen a ponton a 16+670-es kilométer-szelvényénél jár. Az út innen már budapesti önkormányzati útként folytatódik, így éri el legmagasabb pontját a János-hegy (Pozsonyi-hegy) és a Nagy-Hárs-hegy tömbje közötti nyeregben; ennek közelében keresztezi a Széchenyi-hegyi Gyermekvasút vonalát; a vasút szerelvényei egy hídon haladnak el az út fölött. Innentől folyamatosan a II. és a XII. kerület határán halad, eközben egy út kiágazik belőle, amely a Nagykovácsiba vezető 11 104-es úttal köti össze. A budapesti szakasza mindvégig a Budakeszi út nevet viseli. Az 1107-es út városhatáron belüli szakaszába torkollik bele, Szépilona városrészen. Folytatása Budapest belvárosa felé a Szilágyi Erzsébet fasor.
Teljes hossza, az országos közutak térképes nyilvántartását szolgáló kira.gov.hu adatbázisa szerint 16,670 kilométer. A Budapesten belüli szakaszával együtt 21 kilométer.

## Települései
- Budapest XXII. kerülete
- Diósd
- Törökbálint
- Budaörs
- Budakeszi
- Budapest XII. kerülete
- Budapest II. kerülete